# Halowe Mistrzostwa Europy w Lekkoatletyce 1984 – bieg na 3000 m mężczyzn
Bieg na 3000 metrów mężczyzn – jedna z konkurencji biegowych rozgrywanych podczas halowych lekkoatletycznych mistrzostw Europy w  hali Scandinavium w Göteborgu. Rozegrano od razu bieg finałowy 4 marca 1984. Zwyciężył reprezentant Czechosłowacji Lubomír Tesáček. Tytułu zdobytego na poprzednich mistrzostwach nie bronił Dragan Zdravković z Jugosławii.

## Rezultaty

### Finał
Wystartowało 11. biegaczy.
Opracowano na podstawie materiału źródłowego.
| Miejsce | Zawodnik            | Czas    |
| ------- | ------------------- | ------- |
| 1       | Lubomír Tesáček     | 7:53,16 |
| 2       | Markus Ryffel       | 7:53,61 |
| 3       | Karl Fleschen       | 7:54,55 |
| 4       | Uwe Mönkemeyer      | 7:55,78 |
| 5       | Czesław Mojżysz     | 7:56,20 |
| 6       | Patriz Ilg          | 8:01,06 |
| 7       | Spyros Andriopoulos | 8:04,98 |
| 8       | Rune Løchting       | 8:09,57 |
| 9       | Marios Kasianidis   | 8:11,49 |
| –       | Wolfgang Konrad     | DNF     |
| –       | Francisco Sánchez   | DNF     |